# See What Love Can Do
See What Love Can Do ist ein Rocksong, der von Jerry Lynn Williams geschrieben und 1985 von Eric Clapton auf seinem Album Behind the Sun bei Warner Music Group veröffentlicht wurde.
Als Clapton von der The Pros and Cons of Hitch Hiking-Tour nach England zurückkam, teilte ihm Warner Bros. mit, dass sie nach potenziellen Hitsingles verlangen. Er und sein Manager fragten die Plattenfirma, was sie sich unter einer Hitsingle vorstelle. Warner Brothers schickte Clapton drei Titel: Forever Man, Something’s Happening und See What Love Can Do. Das Stück zeichnet sich durch die von Phil Collins gespielten Synthesizer- und Keyboard-Klänge, gemischt mit den von Clapton gespielten Akkorden und verzerrten Zwischenparts sowie Gitarrensoli aus.
Die Singleauskopplung erreichte 1985 Platz 89 der Billboard Hot 100 und blieb zwei Wochen lang in den US-amerikanischen Charts. Außerdem belegte die Single Rang 20 der Mainstream-Rock-Tracks-Charts im selben Jahr.